# 韦伯斯特银行
韋伯斯特銀行（英語：Webster Bank）成立於1935年，是總部位於美國康乃狄克州斯坦福的地區性商業銀行，為上市公司Webster Financial Corporation的主要營運子公司（NYSE：WBS）。截至2023年底，其資產規模約為751億美元，並在康乃狄克、馬薩諸塞、羅德島、新澤西、紐約等地設有177家分行與316台ATM。

## 歷史沿革
- 1935年 — 由年僅24歲的哈羅德·韋伯斯特·史密斯（Harold Webster Smith）創立，原名 First Federal Savings of Waterbury，專做住宅抵押貸款 。[3]
- 1938年 — 資產超過100萬美元，穩步成長 。[4]
- 1986–1987年 — 改組為控股公司並公開上市，接替創辦人成為經營核心架構 。
- 1995年 — 正式更名為 Webster Bank，向大眾品牌邁進 。[5]
- 1998–2006年 — 積極併購：包括 Eagle Bank、First Federal America Bancorp、NewMil Bank 等，全力擴張區域網絡 。
- 2002年 — 在紐約證券交易所掛牌交易，代號 “WBS” 。
- 2005年 — 收購 HSA Bank，業務拓展至健康儲蓄帳戶管理 。
- 2016年 — 承接波士頓 17 家土信銀行（Citibank branches），增強大波士頓影響力 。
- 2022年2月1日 — 與 Sterling Bancorp 完成約103億美元併購案，總資產大增至約650億美元，並將總部由Waterbury遷至Stamford 。[6]
- 2023年 — 收購醫療保險理賠基金經管公司 Ametros Financial，交易金額約3.5億美元 。

## 網絡分佈與競技場命名
韋伯斯特銀行在2010年時於美國東北部佈局如下：

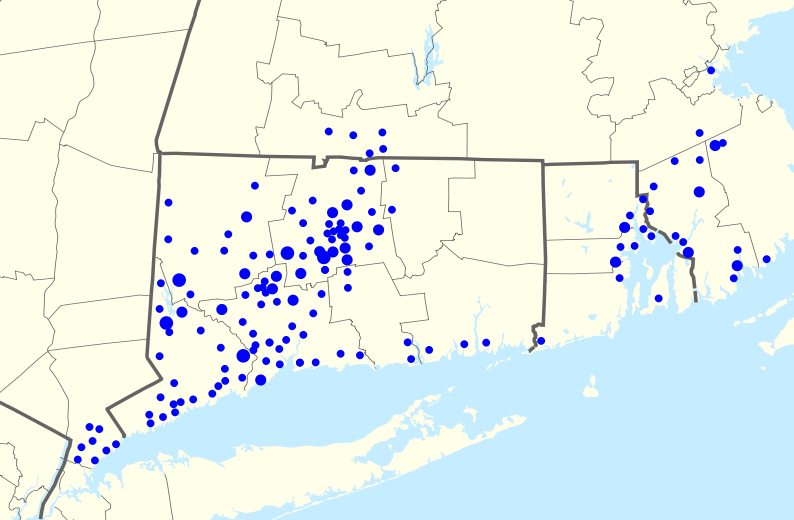
韋伯斯特銀行2010年零售網絡分佈（藍點為分行）

此外，位於康乃狄克州的 Webster Bank Arena（競技場）經常舉辦 MAAC 籃球錦標賽等活動：

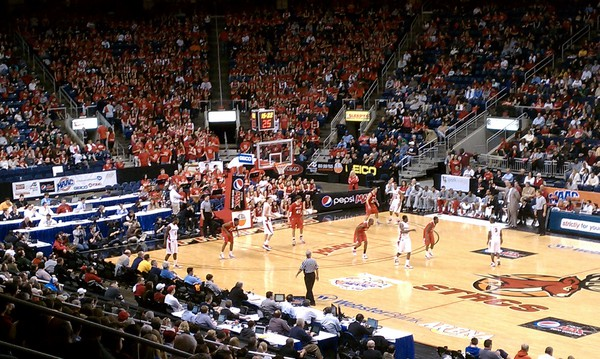
Webster Bank Arena 舉辦籃球聯賽場景

## 爭議事件

### 聾人無障礙服務不當（2010年）
依據美國司法部文件，韋伯斯特拒絕接受聾人使用電話視訊轉接服務（VRS）的來電，違反美國《殘疾人法》要求。銀行於次年與司法部和解，承諾修訂並改善客戶服務流程。

### 過度透支費用爭議（2010–2014）
從 2010 至 2014 年間，多名客戶指控韋伯斯特銀行錯將資金先後扣款，以製造不必要的透支手續費。 2016 年，康州地方法院批准該行支付約 280萬美元和解，以終結相關集體訴訟。

### 2022–2024 資料外洩事件
韋伯斯特銀行在 2022 年所使用的第三方供應商 Guardian Analytics 發生安全漏洞，導致約 157,000 名客戶的個人資訊（如姓名、社保號碼與帳戶資料）遭洩露。 2024 年，公司與 Guardian 及其繼承者 Actimize 達成聯邦及州級和解，一共支付約 1.9 百萬美元，其中包括聯邦1.4 百萬美元賠償與康州 50 萬美元罰款。